# Estação Alecrim II
A Estação Alecrim II é uma das estações do Sistema de Trens Urbanos de Natal, situada em Natal, entre a Estação Natal e a Estação Padre João Maria. Faz parte da Linha Sul.
Localiza-se na Rua Sátiro Dias. Atende o bairro do Alecrim.

## Localização
A estação recebeu esse nome por estar localizada no bairro do Alecrim, um dos bairros mais populares e antigos de Natal. O bairro recebeu esse nome pois na região, dizem os mais idosos, morava uma velhinha que costumava enfeitar com ramos de Alecrim alguns caixões enterrados em um cemitério.
Em suas imediações, além da Estação Alecrim I da Linha Norte, também se localiza o Hospital Giselda Trigueiro, o principal hospital público de doenças infecto-contagiosas e toxicológicas do Rio Grande do Norte.